# Diasemia delosticha
Diasemia delosticha là một loài bướm đêm trong họ Crambidae.